# Nordlig pitohui
Nordlig pitohui (Pitohui kirhocephalus) är en fågel i familjen visslare inom ordningen tättingar.

## Utbredning och systematik
Nordlig pitohui förekommer på Nya Guinea och delas in i nio underarter med följande utbredning:
- P. k. kirhocephalus – östra Vogelkop i nordväst
- P. k. dohertyi – Wandammenområdet i nordväst
- P. k. rubiensis – Geelvink Bays mynning till Triton Bay i nordväst och sydväst, Etna Bay i sydväst och ön Adi utanför sydvästra Nya Guinea
- P. k. brunneivertex – Geelvink Bays östra kust i nordväst
- P. k. decipiens – Oninhalvön i sydväst
- P. k. jobiensis – öarna Kurudu och Yapen utanför nordvästra Nya Guinea
- P. k. meyeri – Mamberamokusten i norr
- P. k. senex – övre Sepikregionen i norr
- P. k. brunneicaudus – nedre Sepikregionen till Astrolabe Bay på norra Nya Guinea

Sydlig pitohui (P. uropygialis) och rajaampatpitohui (P. cerviniventris) betraktades tidigare som underarter till P. kirhocephalus och vissa gör det fortfarande.

## Status och hot
Arten har ett stort utbredningsområde, men tros minska i antal, dock inte tillräckligt kraftigt för att den ska betraktas som hotad. Internationella naturvårdsunionen IUCN listar arten som livskraftig (LC).

## Namn
Pitohui är ett papuanskt namn för Pitohui kirhocephalus.